# Olivier Letardif
Olivier Letardif, né vers 1604 de Jehan Tardif et Clémence Houart, à Saint-Brieuc en Bretagne, et mort le 28 janvier 1665, à Château-Richer au Québec. Marié en 1ère noce à Louise Couillard en 1637, il aura un enfant: Pierre Le tardif en 1641. Marié en 2e noce à Barbe Émard (Aymard) en 1648. Les enfants de cette union : Barbe-Delphine Tardif, 1649-1702, Charles Tardif 1652-1720 et Guillaume Tardif 1655-1730. Il est commis général de la Compagnie des Cent-Associés, interprète, et juge prévot de la seigneurie de Beaupré.

## Biographie
Letardif arrive à Québec vers 1621. Il apprend plusieurs langues amérindiennes comme le montagnais, l'algonquin et le wendat. 
En 1633, il est promu commis général des Cent-Associés. Il collabore avec les Jésuites comme interprète et devient parrain de quelques amérindiens. En mai 1637, il obtient et partage avec Jean Nicolet la terre de Belleborne de 160 arpents, aujourd'hui Sillery, et clairement délimitée par deux ruisseaux descendant de la colline de Québec. Une partie de ce fief forme aujourd'hui le parc du Bois-de-Coulonge. Il acquiert en 1646, un huitième de la seigneurie de Beaupré. Il devient procureur général de la Compagnie de Beaupré en 1650 et 1651, et accorde une vingtaine de concessions.